# هوراشيو جي. بروكس
هوراشيو جي. بروكس (بالإنجليزية: Horatio G. Brooks)‏ هو مهندس أمريكي، ولد في 30 أكتوبر 1828، وتوفي في 20 أبريل 1887.